# Maja Sikorowska
Maja Sikorowska (Cracovia, 9 aprile 1980) è una cantante polacca.

## Biografia
Diplomata in pianoforte, Maja Sikorowska è salita alla ribalta nel 2005 con la pubblicazione dell'album Kraków-Saloniki, che ha realizzato in collaborazione con il padre Andrzej Sikorowski. Il disco ha raggiunto la 29ª posizione della classifica polacca ed è stato certificato disco d'oro dalla Związek Producentów Audio-Video con oltre 15 000 copie vendute a livello nazionale.
Ha realizzato un secondo album insieme al padre, Śniegu cieniutki opłatek, nel 2006, e poi un terzo, Sprawa rodzinna, uscito nel 2010, che le ha regalato il suo miglior piazzamento nella classifica polacca con il suo debutto al 5º posto. L'anno successivo ha cantato con il gruppo di world music Kroke sull'album Avra, che è arrivato 15º in classifica, mentre nel 2016 ha realizzato il quarto disco con il padre, Okno na Planty, che si è fermato alla 25ª posizione.

## Discografia

### Album
- 2005 – Kraków-Saloniki (con Andrzej Sikorowski)
- 2006 – Śniegu cieniutki opłatek (con Andrzej Sikorowski)
- 2010 – Sprawa rodzinna (con Andrzej Sikorowski)
- 2011 – Avra (con i Kroke)
- 2016 – Okno na Planty (con Andrzej Sikorowski)

### Singoli
- 2010 – Blondynka Blues (con Andrzej Sikorowski)